# Cá sú mì
Cá sú mì (danh pháp hai phần: Cheilinus undulatus) là một loài cá biển thuộc chi Cheilinus, cũng là loài lớn nhất trong họ Cá bàng chài. Loài này được mô tả lần đầu tiên vào năm 1835.

## Từ nguyên
Tính từ định danh undulatus trong tiếng Latinh nghĩa là "gợn sóng", không rõ hàm ý, có lẽ đề cập đến các vân sọc trên cơ thể của loài cá này.

## Phạm vi phân bố và môi trường sống
C. undulatus là loài có phạm vi phân bố rộng nhất trong chi Cheilinus. Từ Biển Đỏ dọc theo bờ biển Đông Phi, loài này được phân bố rộng khắp các vùng biển thuộc khu vực Ấn Độ Dương-Thái Bình Dương, trải dài về phía đông đến Tuamotu, giới hạn phía bắc đến vùng biển phía nam Nhật Bản, xa về phía nam đến rạn san hô Great Barrier và Nouvelle-Calédonie.
Ở Việt Nam, loài này được ghi nhận tại vùng biển Nha Trang, Côn Đảo, cù lao Chàm (Quảng Nam), quần đảo Hoàng Sa và quần đảo Trường Sa.
C. undulatus sống trên các rạn viền bờ và trong đầm phá ở độ sâu đến ít nhất là 100 m. Cá con sống gần bờ, thường tập trung ở khu vực rừng ngập mặn, hay các thảm cỏ biển gần kề rạn san hô, đặc biệt là khu vực có nhiều san hô cành Acropora.

## Mô tả

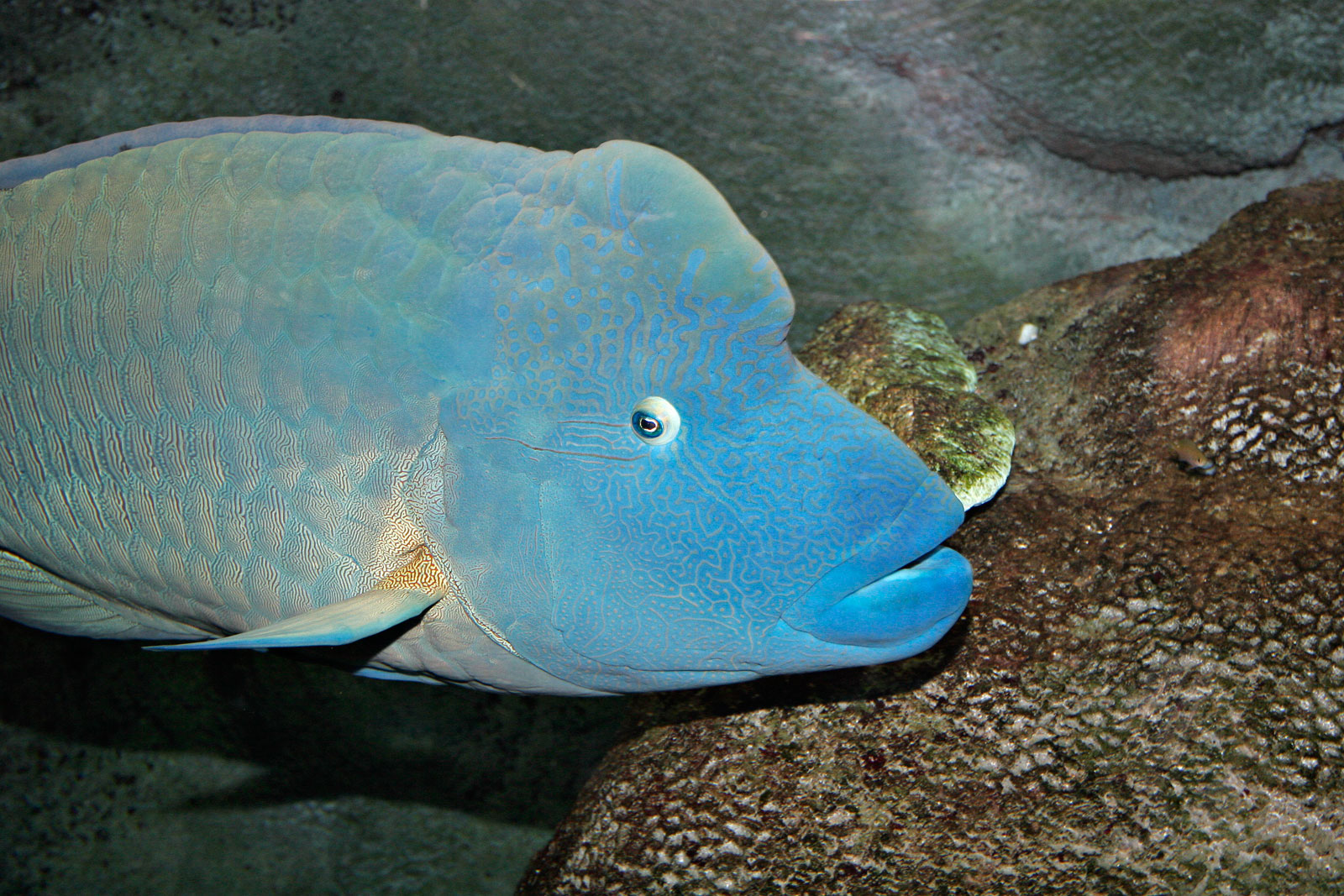
C. undulatus trưởng thành với bướu trên trán

C. undulatus là loài có kích thước lớn nhất trong họ Cá bàng chài, với chiều dài lớn nhất được biết đến là 250 cm và nặng khoảng 191 kg. Chúng có bộ hàm rất chắc với bờ môi dày thịt; mỗi hàm có hai răng nanh nằm ở phía trước. Cá đực trưởng thành có một bướu lớn nhô ra ở trán.
C. undulatus có màu ô liu đến xanh lục; vảy cá có các vạch đen. Đầu của những cá thể trưởng thành chuyển sang màu lục lam đến xanh lam với các vệt vàng gợn sóng. Sau mắt có hai đường sọc đen. Vây đuôi bo tròn. Cá con có màu sắc sáng hơn. Ngoài hai đường sọc đen sau mắt như cá trưởng thành, cá con có thêm hai sọc đen từ trước mắt băng chéo xuống mõm.
Số gai ở vây lưng: 9; Số tia vây ở vây lưng: 10; Số gai ở vây hậu môn: 3; Số tia vây ở vây hậu môn: 8; Số tia vây ở vây ngực: 12; Số gai ở vây bụng: 1; Số tia vây ở vây bụng: 5.

## Sinh thái học

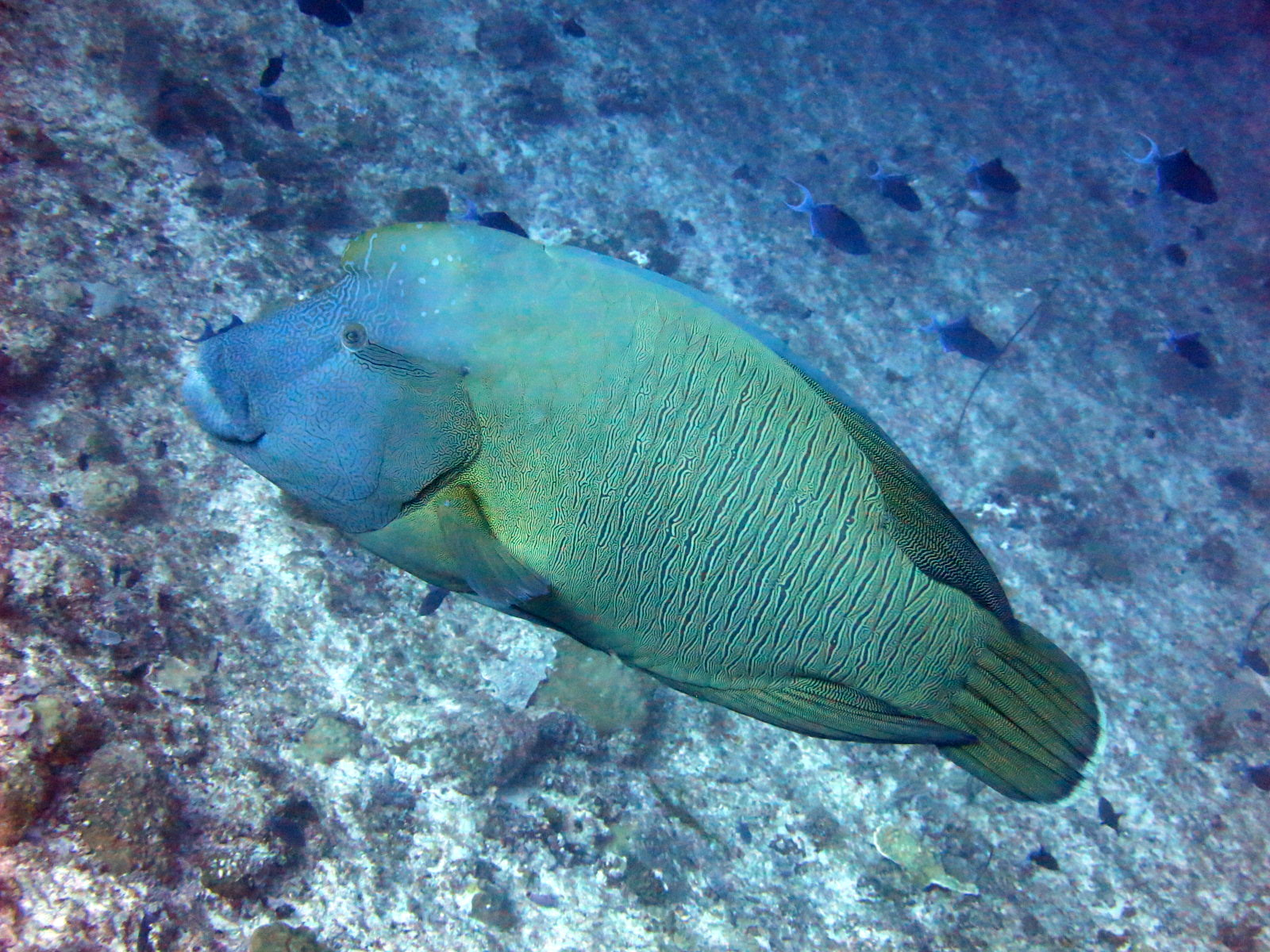
C. undulatus trưởng thành tại Maldives

### Thức ăn
Thức ăn của C. undulatus là các loài thủy sinh không xương sống có vỏ cứng, bao gồm động vật thân mềm, động vật giáp xác và cầu gai nhờ sở hữu bộ hàm chắc khỏe, ngoài ra chúng còn có thể ăn những loài cá nhỏ hơn. Sao biển gai Acanthaster planci, một trong những loài sao biển lớn nhất thế giới, đã được tìm thấy trong dạ dày của một cá thể C. undulatus nặng khoảng 45 kg.
Khi ăn các loài cầu gai, C. undulatus được quan sát là ngậm chúng trong miệng và bơi đến một tảng đá thích hợp, sau đó đập liên tục vào đá đến khi lớp vỏ cứng của cầu gai vỡ nát. Điều này cũng được đã quan sát ở một số loài cá bàng chài khác như Halichoeres garnoti, Thalassoma hardwicke, Choerodon anchorago, Choerodon graphicus và Choerodon schoenleinii.
Ngoài ra, nhiều mẫu san hô P. eydouxi (= Pocillopora grandis) cũng được tìm thấy trong dạ dày của nhiều mẫu vật C. undulatus, được cho là chúng đã cắn vụn loài san hô này để tìm kiếm cua Trapezia, một loài cộng sinh với san hô Pocillopora.
C. undulatus đôi khi cũng "hợp tác" săn cá cùng với cá mú Plectropomus pessuliferus, được quan sát tại Biển Đỏ.

### Sinh sản và phát triển
C. undulatus có thể sống đến ít nhất 30 năm và thuần thục sinh dục trong khoảng 5 năm đầu đời (chiều dài cơ thể nằm trong khoảng 35–50 cm). C. undulatus là loài lưỡng tính tiền nữ, tức cá đực trưởng thành đều phải trải qua giai đoạn là cá cái; những cá thể trên có chiều dài trên 1 m hầu hết là cá đực.
Vào thời điểm sinh sản, C. undulatus hợp thành những nhóm khoảng vài chục và có thể lên đến hơn một trăm con. Chúng hầu như không di chuyển quá xa để cùng tập hợp đẻ trứng. Trứng có hình cầu, đường kính khoảng 0.65 mm, không có sắc tố.

## Bảo tồn

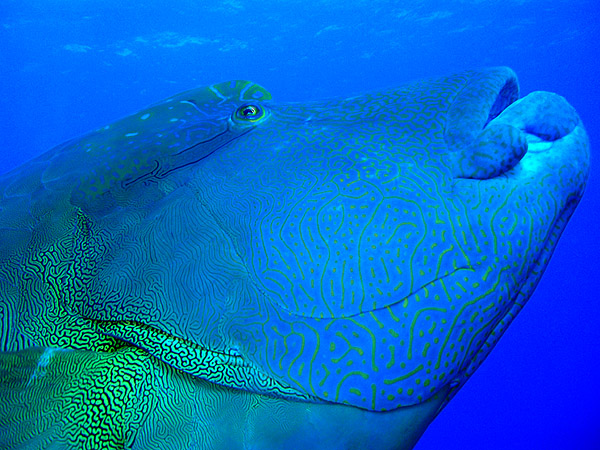
Các vân sọc vàng trên đầu của C. undulatus trưởng thành

C. undulatus được xếp vào danh sách Loài nguy cấp trong Sách Đỏ IUCN và Phụ lục II của Công ước CITES. Tại Việt Nam, loài này cũng đã nằm trong Danh mục các loài thủy sinh quý hiếm cần bảo tồn với cấp độ "Có nguy cơ tuyệt chủng rất lớn".
Số lượng cá sú mì C. undulatus đã suy giảm nghiêm trọng do một số mối đe dọa, bao gồm: 
1. Khai thác làm thực phẩm với cường độ vượt mức ở khu vực Đông Nam Á
2. Sử dụng chất độc và mìn để đánh cá
3. Suy thoái môi trường sống (rạn san hô)
4. Xuất khẩu cá con làm cá cảnh
5. Thiếu sự quản lý của các quốc gia
6. Khai thác hải sản bất hợp pháp, không khai báo và không theo quy định[15]

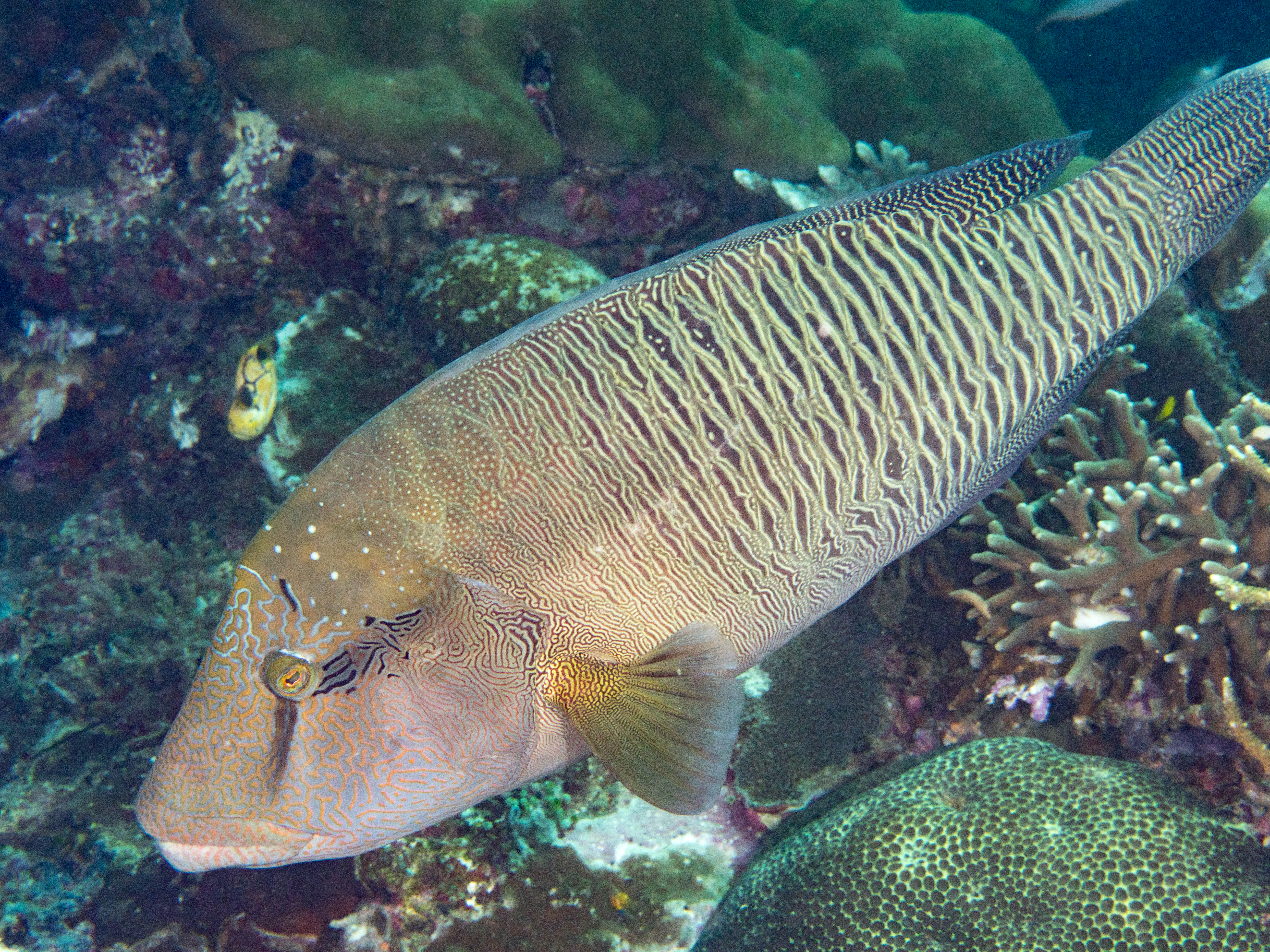
Cá con đang lớn

Như trên, một trong những nguyên nhân suy giảm số lượng là khai thác thiếu bền vững phục vụ cho buôn bán thực phẩm sống. Sabah (nằm trên Đảo Borneo) là một nguồn chính cung cấp cá sú mì. Ngành công nghiệp đánh cá đặc biệt quan trọng tại đây, bởi vì tỷ lệ đói nghèo cao. Việc xuất khẩu của cá này ra khỏi Sabah đã dẫn đến sự suy giảm khoảng 99% số lượng tại đây. Trong nỗ lực bảo vệ loài này đã có một lệnh cấm xuất khẩu ra ngoài. Tuy nhiên, điều này không ngăn chặn tình trạng bất hợp pháp, không được báo cáo. Việc bảo vệ bởi tổ chức CITES được tiến hành ở khu vực này, bởi Bộ thủy sản của Malaysia, Sabah nơi cấp giấy phép để điều chỉnh các hoạt động đánh cá.
Cá sú mì C. undulatus được xem là một loài bảo trợ. Điều này có nghĩa là những loài khác có cùng khu vực phân bố với C. undulatus sẽ bị thu hẹp phạm vi lại nhưng có lợi là được bảo vệ cùng với C. undulatus.
C. undulatus có lịch sử bị đánh bắt thương mại ở Úc, nhưng đã được bảo vệ ở Queensland từ năm 2003 và Tây Úc từ năm 1998.
Ở Quảng Đông (Trung Quốc), giấy phép được yêu cầu trong việc mua bán của loài này; Indonesia cho phép đánh bắt chỉ để nghiên cứu, nuôi trồng, và cấp giấy phép đánh bắt thủ công; Maldives lập lệnh cấm xuất khẩu năm 1995. Papua New Guinea cấm xuất khẩu của cá có chiều dài hơn 65 cm. tổng chiều dài, và Niue đã cấm tất cả các loại hình đánh bắt cho loài này.

## Tình trạng khai thác bất hợp pháp không được kiểm soát (IUU)
Philippines, Indonesia và Malaysia là ba nơi xuất khẩu lớn nhất của C. undulatus. Cá có giá bán cao nhất ở châu Á, đặc biệt là nếu bị bắt sống, và nó là một món ăn ở những nơi như Malaysia. Bất hợp pháp không được kiểm soát và không được báo cáo (IUU) các hoạt động đã được xác định là yếu tố đóng góp để sự thất bại của những nỗ lực bảo tồn. Mặc dù CITES đã đặt một lệnh cấm xuất khẩu cá Sú mì, vẫn còn nhiều trường hợp của buôn lậu cá tại biên giới Malaysia–Philippines.
Bốn chính yếu tố đã dẫn đến sự tồn tại của IUU: 
1. Thiếu năng lực: Đó là một thiếu sót thủ tục chính thức và các công việc lực lượng mà theo dõi hoạt động đánh bắt và thi hành các quy định.
2. Thiếu sót không khuyến khích: Ngư dân không có nhiều lựa chọn để thay thế cho cá Sú mì, do giá trị của nó. Cũng lệnh trừng phạt cho hoạt động bất hợp pháp này không khắc nghiệt đủ để ngăn cản đánh bắt của loài này.
3. Trách nhiệm yếu kém của hệ thống: Đó là một đường dài của những người tham gia vào buôn bán của loài này, làm cho nó khó khăn để theo dõi nguồn của nó. Cũng như việc nhập khẩu, và người tiêu dùng, bất chấp sự tham gia của họ, không thể chịu trách nhiệm cho việc bất hợp pháp xuất khẩu của Cá sú mì.
4. Vắng mặt trong điều khiển thương mại: Có khoảng trống trong quy định đánh bắt nội địa, sở hữu, và buôn bán cá là không bị hạn chế — ngư dân có thể khai thác bất hợp pháp nguồn lợi hoặc có ý định cho bất hợp pháp buôn bán, nhưng nếu họ đang trong Malaysia và có giấy phép thích hợp cho phép họ không thể bị truy tố.

Sản lượng xuất khẩu hàng đầu của cá Sú mì ở Malaysia đã ở Sandakan, Papar, và Tawua. Cá có thể được mua từ $45.30 tới $69.43, trong khi những giá bán lẻ dao động từ US$60.38 tới $120.36.